# Courlon-sur-Yonne
Courlon-sur-Yonne é uma comuna francesa na região administrativa de Borgonha-Franco-Condado, no departamento de Yonne. Estende-se por uma área de 16,85 km². Em 2010 a comuna tinha 1 214 habitantes (densidade: 72 hab./km²).